# Dead or Alive Xtreme Beach Volleyball
Dead or Alive Xtreme Beach Volleyball (яп. デッドオアアライブエクストリームビーチバレーボール, Deddo Oa Araibu Ekusutorīmu Bīchi Barēbōru, відома як DOAX) — відеогра в жанрі спортивного симулятора пляжного волейболу від «Tecmo». Випущена у 2003 році ексклюзивно для «Xbox» (22 січня — у Північній Америці, 23 січня — у Японії, 28 березня — у Європі). Спіноф серії файтингів «Dead or Alive». Події відеогри відбуваються відразу після закінчення турніру в «Dead or Alive 3». Ігровий процес обертається навколо жінок оригінальних відеоігор, які грають у різні міні-ігри в різних місцях острова Зак, неповторного приватного курорту, що належить Заку, єдиному чоловіку цієї серії. Відеогра стала першою в серії, що отримала рейтинг «Mature 17+».
Продовження «Dead or Alive Xtreme 2» було випущене 13 листопада 2006 року ексклюзивно для «Xbox 360».

## Ігровий процес
Для основного сюжету, триває два тижні, гравці обирають дівчину. Усі волейбольні матчі два-на-два, тому гравець автоматично починає гру з партнером. Кожного дня можна вибирати лише один захід для кожної частини дня: уранці, удень і ввечері. Гравці можуть розслабитися й зайнятися піклуванням нової партнерки чи викликати на партію у волейбол існуючих суперників. Перемоги в матчах дають деяку кількість ігрових грошей, які можна потратити на купівлю нових аксесуарів чи купальників для вайфу, або подарунки для інших жінок. Крім того, їх можна заробляти в міні-іграх у казино, яке розташоване на острові.
Переважно, гра у волейбол здійснюється з допомоги двох кнопок. Одна призначена для подачі та блокування, а інша — для приймання м'яча. Оскільки багато дій відбувається автоматично (наприклад, стрибки вгору, щоб зробити нападаючий удар), гра змушує гравця зосередитися на таймінгу. Отже, невдале натискання кнопки призводить до слабкого удару чи попадання в сітку. Партнерку можна вручну постави близько чи далеко від сітки, але зазвичай вона покриває область, яку гравець залишає пустою. Відеогра одна з небагатьох, яка використовує аналоговий стик для кращого контролю м'яча.
Окрім симуляції пляжного волейболу, відеогра має систему стосунків між різними жінками на острові. За допомогою подарунків і правильній турботі гравець може підвищити повагу і почуття до себе. Хороші стосунки з дівчатами підвищують шанс на кращі результати під час партій. Міцні стосунки спричинюють появу нових партнерів. І навпаки, негативні почуття до гравця призводять до помилок на корті, а також до викидання подарунків без їх без розпакування.
Усі гроші залишаються на рахунку між відпустками, тож «Zack bucks» можуть бити потрачені иншим персонажем під час нового перепроходження. Крім того, усі купальники, що були придбані окремим персонажем, залишаються в гардеробі для усіх майбутніх сесій гри. Оскільки кожен персонаж має доступ до різного набору купальників у магазині, то більшість костюмів для кожної жінки можна придбати лише як подарунки. Деякі пляжні костюми дуже відверті й у них жінки можуть вбачатися майже голими. Це в поєднанні із спокусливими позами дівчат, яких гравець може детально розглядати під будь-яким кутом, змусили вперше в історії серії відеоігор «Dead or Alive» поставити рейтинг «Mature 17+».

## Сюжет
Після турніру «Dead and Alive 3», Зак витрачає виграш у казино й виграє джекпот з великою сумою грошей. На них він придбав острів і назвав на честь себе (англ. Zack Island). Переробивши його на курорт, Зак запрошує дівчат із попереднього турніру, і одну свою подругу. Чоловік переконує їх, що на острові відбудеться наступний турнір «Dead and Alive». Жінки приїжджають на курорт, і, дізнаючись правду, вирішують отримати максимальну користь із ситуації й відпочити два тижні.
Після закінчення відпустки дівчата залишають Зака і його подругу Нікі на острові. Пізніше відбувається виверження вулкану, який вважався неактивним. У хаосі Нікі тікає, використовуючи джетпак. Зак переживає катастрофу, однак острів був знищений. Хоча курорт не є основною частиною оригінальної серії відеоігор, проте в «Dead and Alive 4» було показано пограбування гробниці Заком. Він буде їхати на вантажівці, заповненій золотом, ознаменовуючи джерело фінансування для продовження. Пізніше було анонсовано, що події наступної відеогри спін-офу будуть відбуватися на «New Zack Island».

## Персонажі
Усього ігрових персонажів вісім, сім з яких дівчата з попередніх відеоігор «Dead and Alive»:
- Аяне — куноїчі, двоюрідна сестра Касумі та її суперниця.
- Крісті — британський професійна вбивця та шанувальниця автомобілів.
- Гелена — французька оперна співачка, любить свою собачку.
- Хітомі — німецько-японська гімназистка, прагне стати шеф-кухарем.
- Касумі — нукенін, цікавиться ворожінням і оригамі.
- Лей Фан — студентка китайського коледжу, цікавиться ароматерапією.
- Ліза — американський біржовий брокер і серфер-аматор.
- Тіна — американський борчиня, дочка Басса Армстронга.

Кожен з ігрових персонажів має власні симпатії й антипатії (задокументовані в посібнику до відеогри), які впливають на різноманітність почуттів при отриманні подарунків. Вони формуються на улюблених захопленнях, їжі, кольорі тощо. Для того, щоб відповідати запальному й грайливому характеру відеогри, попередні суперництва персонажів «Dead or Alive» знизили до неприязні. Тому, такі персонажі як Аяне та Касумі, чи Крісті та Гелена, можуть стати хорошими подругами після декількох подарунків.
Зак (озвучений Деннісом Родманом) і Нікі є неігровими персонажами і з'являється лише в катсценах.

## Саундтрек
| Song title                                       | Artist           |
| ------------------------------------------------ | ---------------- |
| «Is This Love»                                   | Боб Марлі        |
| «How Crazy Are You»                              | Мея              |
| «Come On Over Baby (All I Want Is You)»          | Крістіна Агілера |
| «Move It Like This»                              | Baha Men         |
| «Bitchism»                                       | RajaNee          |
| «Turn It Up»                                     | RajaNee          |
| «Do It»                                          | Spice Girls      |
| «I Want Your Girlfriend To Be My Girlfriend Too» | Reel Big Fish    |
| «The Kids Don't Like It»                         | Reel Big Fish    |
| «Jesse Hold On»                                  | B*Witched        |
| «If It Don't Fit»                                | B*Witched        |
| «This Is It»                                     | Innosense        |
| «Brazilian Sugar»                                | Джордж Дюк       |
| «Give Me A Reason»                               | Aswad            |
| «Lovin' You»                                     | Джанет Кей       |
| «Me Gusta»                                       | Ольга Таньон     |
| «Pegaito»                                        | Ольга Таньон     |
| «Sweet and Deadly»                               | Big Mountain     |
| «Fe Real»                                        | Big Mountain     |

## Сприйняття
| Агрегатор    | Оцінка |
| ------------ | ------ |
| GameRankings | 74%    |
| Metacritic   | 73/100 |

| Видання                      | Оцінка  |
| ---------------------------- | ------- |
| AllGame                      | [ 3 ]   |
| Edge                         | 8/10    |
| Electronic Gaming Monthly    | 7.17/10 |
| Eurogamer                    | 3/10    |
| Game Informer                | 7.5/10  |
| GamePro                      | [ 8 ]   |
| Game Revolution              | B−      |
| GameSpot                     | 6/10    |
| GameSpy                      | [ 11 ]  |
| GameZone                     | 9.2/10  |
| IGN                          | 9.2/10  |
| Official Xbox Magazine (США) | 8.4/10  |

Відеогра отримала переважно позитивні відгуки. Рецензенти зазначали про чудову глибину симуляції гри в пляжний волейбол, візуалізацію та анімацію. Загальні оцінки становили 74 % від «GameRankings» і 73/100 від «Metacritic».
Огляд в журналі «Edge» зосередив увагу на незвичайній взаємодії, а не на змаганнях. «Maxim» оцінив відеогрі у 8 з 10 балів, відмітивши, що «чітка графіка й продвинута фізика трясіння, без сумніву, викличуть інтерес у самотніх гравців, але, неочікувано, симуляція волейболу досить пристойна. І це найголовніше… правильно ж?» «Entertainment Weekly» дав йому оцінку «B», зазначивши: «Важно не ув'язнути в цю безглузду відеогру, щоб отримувати v-ball та купити взуття і купальники для своїх пляжних кроликів». «Playboy» поставив їй 74 % і описав: «Поки ви знаєте того, до ви прагнете, то DOA: Xtreme Beach Volleyball може стати легкою розвагою вашої цифрової колекції з, принаймні, найкрасивішими віртуальними жінками, які прикрашають відеогру».
У 2003 році, на першому «Spike Video Game Awards», «Dead or Alive Xtreme Beach Volleyball» переміг у категорії «Найкраща анімація». У 2006 році «GamesRadar» помістив відеоігрові сцени до «100 найбільших ігрових моментів в історії».

### Суперечки
Незабаром після релізу відеогри спільнота хакерів-аматорів розробила реверсивну систему текстур «Dead or Alive Extreme Volleyball», що дозволяє користувачам замінювати текстури моделей персонажів гравця. Це швидко спричинило зміну користувачами вже відвертих купальників на високо деталізовані оголені текстури для всіх в ігрових персонажів із видними геніталіями й лобковим волоссям. У січні 2005 року «Ninjahacker.net» отримав повістку до суду від «Tecmo» за порушення «Закону про захист авторських прав цифрового тисячоліття» шляхом реінжинірінгу аспектів відеогри, включно з «Ninja Gaiden» і «Dead or Alive 2». Компанія вимагала від 1000 до 10 000 доларів США за кожну модель, що була розміщена на вебсайті спільноти.